# Мылва (посёлок)
Мылва — посёлок в Троицко-Печорском районе Республики Коми. Административный центр сельского поселения Мылва.

## География
Посёлок находится на берегу реки Северная Мылва, непосредственно у границ посёлка городского типа Троицко-Печорск, административного центра района.

### Климат
Климат умеренно-континентальный, лето короткое и умеренно-прохладное, зима многоснежная, продолжительная и холодная. Среднегодовая температура −1.2 °С, при этом средняя температура января равна −18 °С, июля 16 °С. Продолжительность отопительного периода равна 254 суткам при среднесуточной температуре −7,40 °С. Устойчивый снежный покров образуется в среднем в 26 октября и продолжается до 14 мая. Средняя высота снежного покрова за зиму незащищенных участков — 74 см, максимальная — 116 см, минимальная — 38 см.

### Часовой пояс
Посёлок Мылва, как и вся Республика Коми, находится в часовой зоне МСК (московское время). Смещение применяемого времени относительно UTC составляет +3:00.

## История
Основан в 1950 году как Затонский сплавной участок. Носил наименование Затон-Сплав. В 1976 году посёлок Затон переименован в Мылва.

## Население
| 1989 | 2000 | 2010 |
| ---- | ---- | ---- |
| 918  | ↘882 | ↘604 |

### Национальный состав
Согласно результатам переписи 2002 года, в национальной структуре населения русские составляли 55 % из 735 чел., коми — 30 %.

## Улицы
| - ул. Боровая, - пер. Боровой, - ул. Гагарина, | - ул. Зареченская, - ул. Каджеромская, - ул. Китоставская, | - ул. Озёрная, - ул. Строительная, - ул. Юбилейная. |